# NGC 6048
NGC 6048 este o radiogalaxie situată în constelația Ursa Mică. A fost descoperită în 6 mai 1791 de către William Herschel. Se află la o distanță de 110,39 megaparseci de Pământ.